# Надпись Кули-чора
Надпись Кули-чора — памятник, установленный примерно в 725 году в местности Ихе-Хушоту в 200 км к юго-западу от Улан-Батора. Посвящен трем последовательно сменявшим один другого древнетюркским военным деятелям (деду, отцу и сыну) с именем-титулом Кули-чора, Они были наследниками западного крыла Второго Тюркского каганата. В строках 1—3 говорится о деде по имени Ышбара-чыкан Кули-чора. Он умер в возрасте 80 лет при правлении Капаган-кагана, то есть до 716 года. Его сменил сын Чабыш-бильге Кули-чора. В строках 4—17 памятника упоминаются его битвы с тогуз-огузами, поход на реку Жемчужную (Сырдария), присутствие во главе тардушских бегов на интронизации Бильге-кагана (716), участие в четырёх сражениях под Бешбалыком. О самом младшем Кули-чора говорится в строках 18—23. Рассказано о его инициации, то есть вступлении в возрастной класс мужей-воинов, возможной только после пролития чужой крови: в 7-летнем возрасте он убил горного козла, а в девять лет — кабана. Принимал участие в войне с карлуками. Погиб в сражении, когда один вторгся в гущу вражеских воинов.